# Драге (Раковиця)
45°00′ пн. ш. 15°38′ сх. д. / 45.00° пн. ш. 15.64° сх. д.
Драге (хорв. Drage) — населений пункт у Хорватії, у Карловацькій жупанії у складі громади Раковиця.

## Населення
Населення за даними перепису 2011 року становило 26 осіб.
Динаміка чисельності населення поселення: